# Сібіл Ей
Сібіл Ей (англ. Sybil A; справжнє ім'я — Ольга Анатоліївна Магдебура; нар. 1 жовтня 1994, Київ, Україна) — українська порноакторка та модель ню.

## Кар'єра
Працювала в кафе. У квітні 2014 року починає працювати фотомоделлю, знімаючись у фотосесіях в стилі ню для різних вебсайтів, зокрема таких, як MetArt, Femjoy, MPL Studios, My Naked Doll та інших. Її роботу в якості фотомоделі відзначала гонконзька щоденна газета Oriental Daily News, яка виходить китайською мовою.
У 2016 році дебютувала в порноіндустрії, почавши зніматися в сценах традиційного і лесбійського сексу. У липні 2018 року в сцені Oil and Anal, яка згодом увійшла до складу фільму First Anal 8, вперше знялася в сцені анального сексу. Також працює візажистом на зйомках.
Співпрацює зі студіями 21Sextury, DDF Network, LetsDoeIt, MetArt, Nubile Films, SexyHub, Vixen Media Group (Blacked, Tushy і Vixen), X-Art та багатьма іншими.
За сцену тріолізму Body Warmth виробництва студії Vixen в жовтні 2020 року Сібіл, разом з Крістіаном Клеєм і українкою Лікою Стар, стала володаркою премії XBIZ Europa Award в категорії «Найкраща сцена сексу — гламкор».
Станом на лютий 2020 року, знялася в більш ніж 145 фільмах та сценах.

## Нагороди та номінації
| Рік  | Нагорода          | Результат | Категорія                                                                         | Фільм                                              |
| ---- | ----------------- | --------- | --------------------------------------------------------------------------------- | -------------------------------------------------- |
| 2019 | AVN Award         | Номінація | Найкраща сцена сексу хлопець/дівчина в іноземному фільмі (разом з Янгом Джеймсом) | My Neighbor’s Wife 2                               |
| 2019 | XBIZ Europa Award | Номінація | Найкраща сцена сексу — лесбійський фільм (разом з Джиєю Ліссою)                   | Seduced by My Bestfriend                           |
| 2020 | AVN Award         | Номінація | Найкраща лесбійська сцена в іноземному фільмі (разом з Джиєю Ліссою)              | Glamorous — Stunning (з Seduced by My Best Friend) |
| 2020 | XBIZ Europa Award | Перемога  | Найкраща сцена сексу — гламкор (разом з Крістіаном Клеєм та Лікою Стар)           | Body Warmth                                        |
| 2021 | AVN Award         | Номінація | Іноземна виконавиця року                                                          | Н/Д                                                |
| 2021 | AVN Award         | Номінація | Найкраща лесбійська сцена в іноземному фільмі (разом з Лікою Стар)                | Life Is Beautiful                                  |
| 2021 | AVN Award         | Номінація | Найкраща сцена сексу хлопець/дівчина в іноземному фільмі (разом з Чарлі Діном)    | Sybil 4 You (з Stars Vol. 1)                       |

## Вибрана фільмографія
- 2017 — Best Friends or Lesbians?
- 2017 — Foxy As Fuck
- 2017 — Sexercise
- 2018 — Erotic Moments: Woman To Woman
- 2018 — Naturally Stacked
- 2018 — Seduced By My Best Friend
- 2019 — A Girl Knows 24
- 2019 — Beautifully Young 2
- 2019 — Beauty Contest
- 2019 — Rocco's Intimate Castings 26
- 2019 — Size Does Matter 16
- 2019 — The White Boxxx 11
- 2019 — The White Boxxx 22
- 2020 — Bad Girls 2: Lesbian Desires
- 2020 — Coming Home To Her 3
- 2020 — Perfectly Trimmed Bush 10